# Geschichte des Kantons Graubünden
Die Geschichte des Kantons Graubünden umfasst die Entwicklungen auf dem Gebiet des schweizerischen Kantons Graubünden von der Urgeschichte bis zur Gegenwart. Das Gebiet des heutigen Kantons Graubünden ist seit der Eiszeit besiedelt und seither ein Schmelztiegel verschiedener Völker, die den Alpenraum bewohnten oder an der Sicherung der Passwege interessiert waren.

## Ur- und Frühgeschichte

### Steinzeit

#### Altsteinzeit
Weil die Alpentäler während der Altsteinzeit von hohen Eismassen bedeckt waren, gibt es aus dieser Zeit kaum Funde; nur am Rand oder oberhalb der Gletscher sind Fundstellen denkbar. So entdeckte man im Drachenloch oberhalb Vättis und der Apollohöhle bei St. Antönien Höhlenbärenknochen, Holzkohlenreste und Geräte, die auf menschliches Leben um ca. 50’000 v. Chr. hindeuten. Erst nach dem Abschmelzen der Gletscher zwischen dem 14. und 12. Jahrtausend bildete sich eine erste Vegetation. Aus der späten Altsteinzeit stammen Funde von Geräten aus Chur-Marsöl. Sie stammen aus der Zeit zwischen 11'000 und 9500 vor Christus.

#### Mittelsteinzeit
Nach dem Rückzug der Gletscher hatte sich eine tundra- und steppenartige Landschaft gebildet; langsam wurden die Alpentäler besiedelt. Auch aus der Mittelsteinzeit sind nur wenig Funde bekannt. In Tec Nev, unterhalb des Castello von Mesocco, wurden beim Bau der Autobahn acht Meter unter dem heutigen Bodenniveau, unter einer bronzezeitlichen Schicht, zahlreiche Silex-Artefakte und Schmuckstücke gefunden. Eine C14-Analyse ergab eine Datierung in die Zeit um 5000 v. Chr. Allfällige Siedlungen aus jener Zeit liegen heute im Talsohlenbereich, sind mit Bergsturzmaterial bedeckt oder wurden von Flüssen zerstört. Bekannt sind einige Rastplätze von Jägern, so etwa im Val San Giacomo oder beim Lai da Rims im Val Müstair. Die mesolithischen Fundstellen Nordbündens stammen aus dem Raum Werdenberg im St. Galler Rheintal.

#### Jungsteinzeit
Aus der Jungsteinzeit sind in Graubünden neun Siedlungsplätze bekannt; alle liegen in den tief gelegenen Durchgangtälern Rheintal, Domleschg und Misox: In Chur die Areale Zindel und Ackermann, Untervaz-Haselboden und Haselbodenkopf, Zizers-Friedau, Tamins-Crestis, der Petrushügel in Cazis sowie auf der Alpensüdseite Mesocco Tec Nev und Castaneda GR-Pian del Remit. Die kleinen Siedlungen bestanden wohl kaum länger als 50 bis 100 Jahre. Dazu kommen mehrere Einzelfunde, die nicht auf Siedlungsplätze schliessen lassen.

### Bronzezeit
Während der Frühbronzezeit wurde der bündnerische Alpenraum intensiv neu besiedelt; an die Stelle der paar Siedlungen aus der Jungsteinzeit traten nun auch in hochalpinen Tälern wie im Val Lumnezia, im Oberhalbstein und im Engadin fünfzig bis sechzig längere bestehende Siedlungen, die zum Teil nur wenige Bauten umfassten. Ein Grund für diese neuen Siedlungen dürfte darin zu suchen sein, dass auf bündnerischem Boden vermehrt Kupfererz gefunden wurde. Dessen Abbau, Verhüttung und Verarbeitung führte zu einem verstärkten Verkehr und Handel über die Alpenpässe. Die Bewohner dieser bronzezeitlichen Dörfer waren Bauern und lebten von Ackerbau und Viehzucht.
Während der frühen und mittleren Bronzezeit, teilweise auch noch in der Spätbronzezeit entwickelte sich in den Bündner Tälern eine eigenständige Kultur, die früher als Crestaulta-Kultur, heute als Inneralpine Bronzezeit-Kultur bezeichnet wird. Im Verlauf der Spätbronzezeit stiessen neue Kulturen in den Alpenraum vor; die Inneralpine Bronzezeitkultur wurde verdrängt.
Die meisten Siedlungen aus der Bronzezeit waren Höhensiedlungen und lagen auf Hügelkuppen, Felsbändern oder Hangterrassen, die sich gut verteidigen liessen. Bewohnt wurden sie je nach Grösse von 20 bis 100 Personen. Die Siedlung von Savognin-Padnal lag in einer Mulde, die Cresta-Siedlung von Cazis in einer tiefen Felsspalte, die Hütten auf der Mutta von Falera und von Ardez-Suotchasté standen zwischen mächtigen Felsblöcken. Die Siedlungen überdauerten mehrere hundert, teilweise mehr als tausend Jahre.
Grabfunde aus jener Zeit sind wenige bekannt. Aus der frühen Bronzezeit stammen die sechs Steinkistengräber von Donat-Surses. Bei Lumbrein stiess man auf ein Feld mit elf Frauengräbern aus der mittleren Bronzezeit mit Schmuckbeigaben aus der Siedlung von Crestaulta. Weitere Gräber mit Körperbestattungen wurden bei Laax-Salums gefunden.

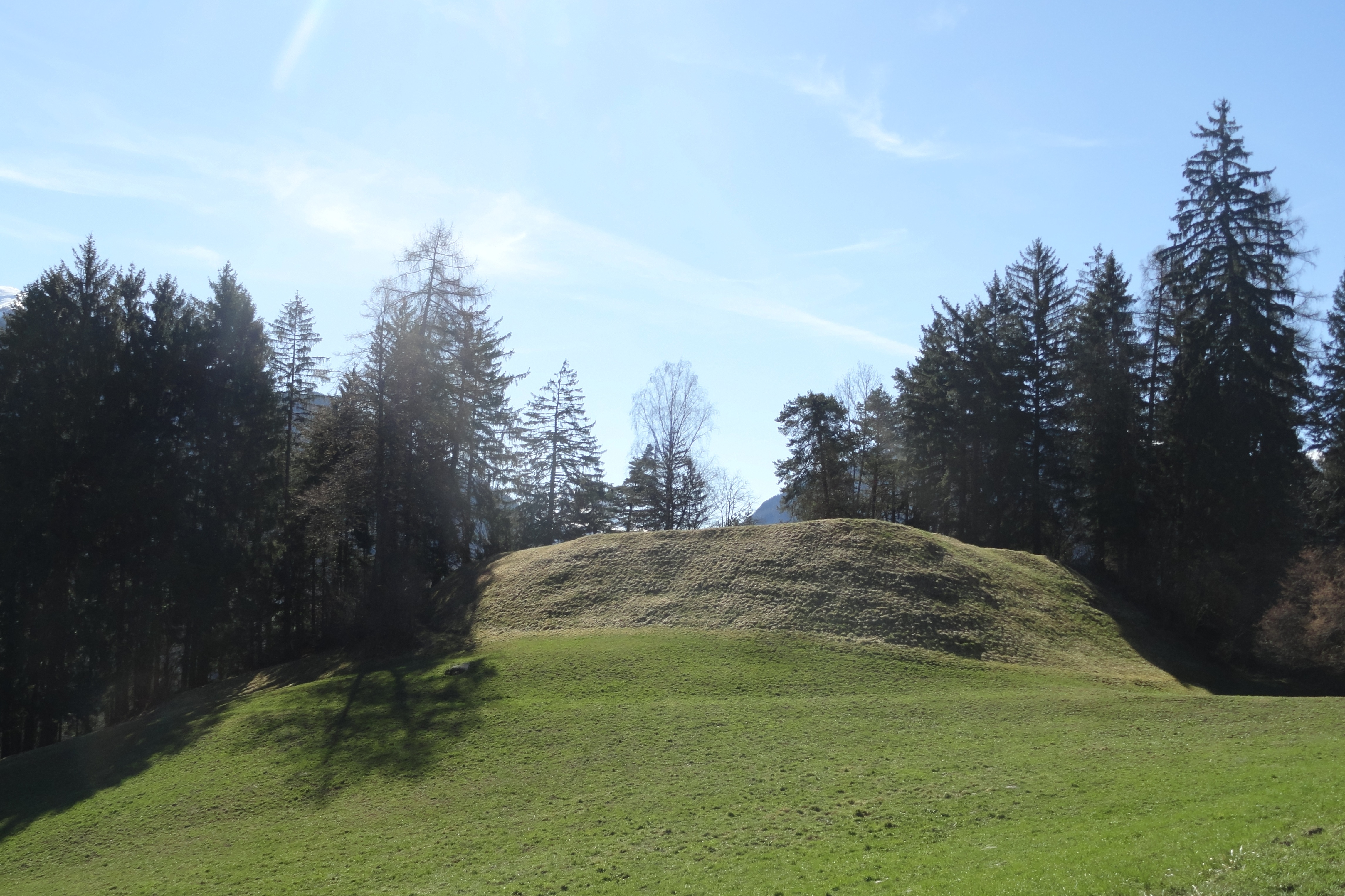
Petrushügel Cazis
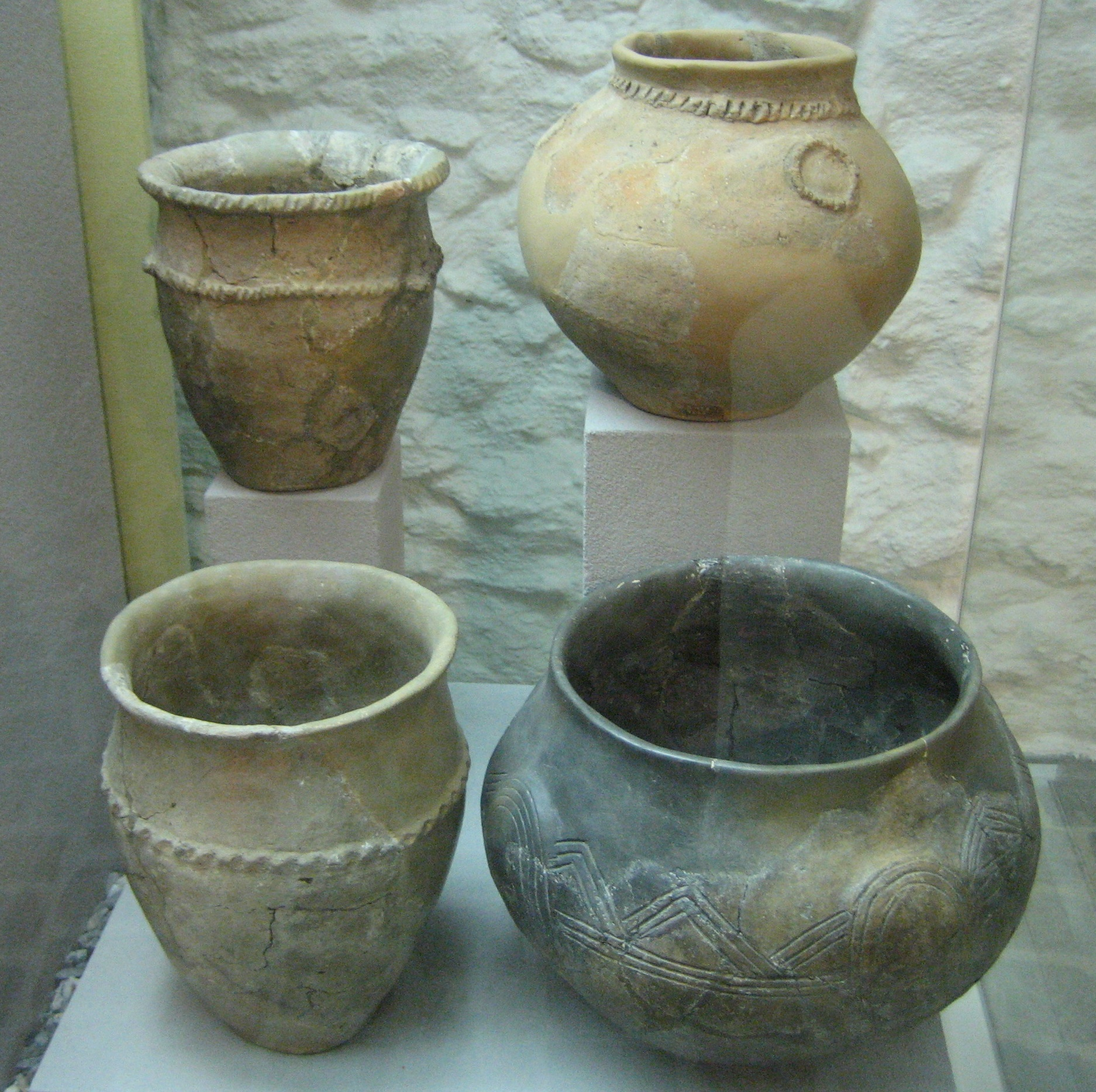
Keramikfunde aus dem Crestaultahügel
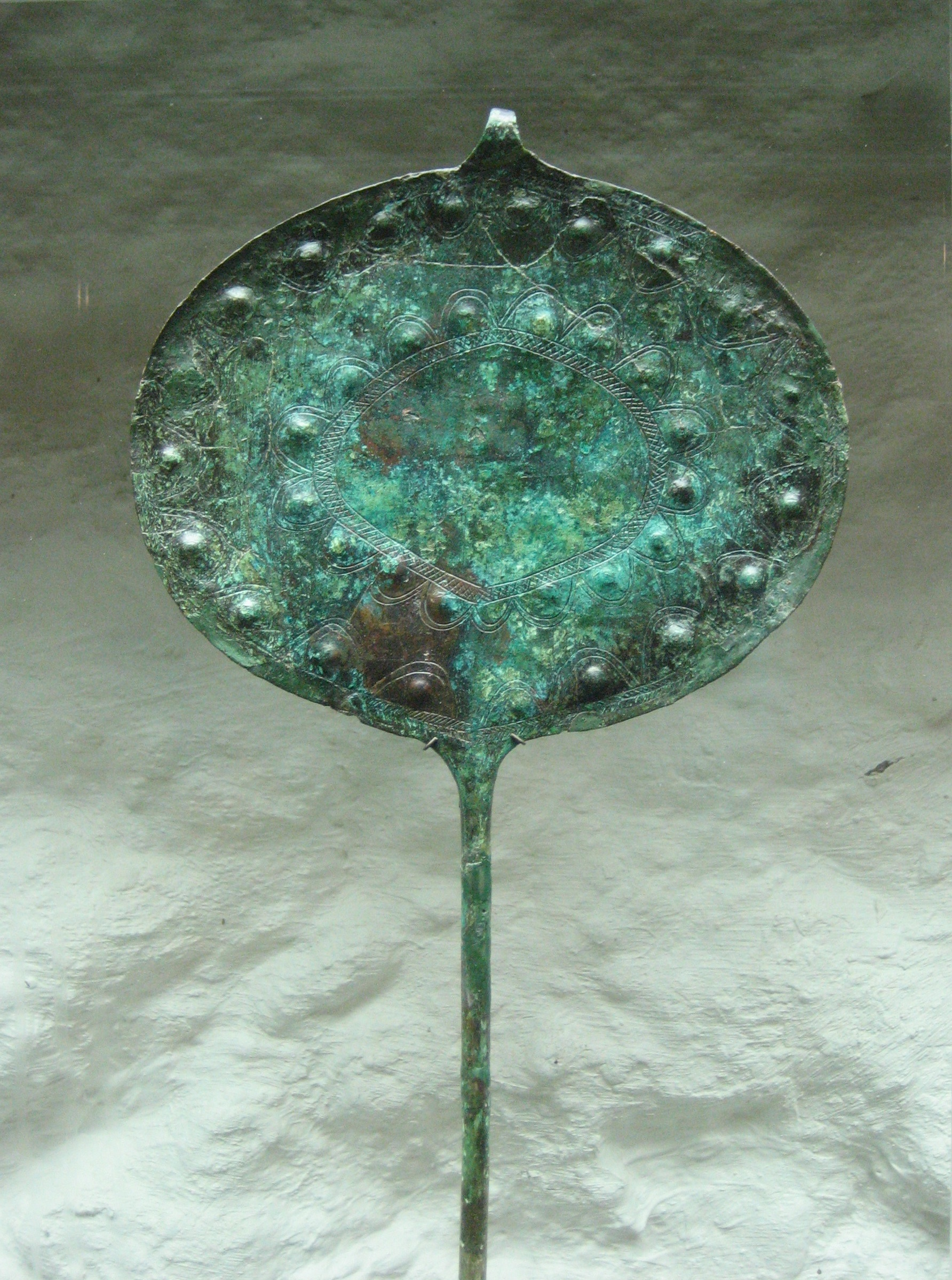
Scheibennadel aus der Mutta von Falera
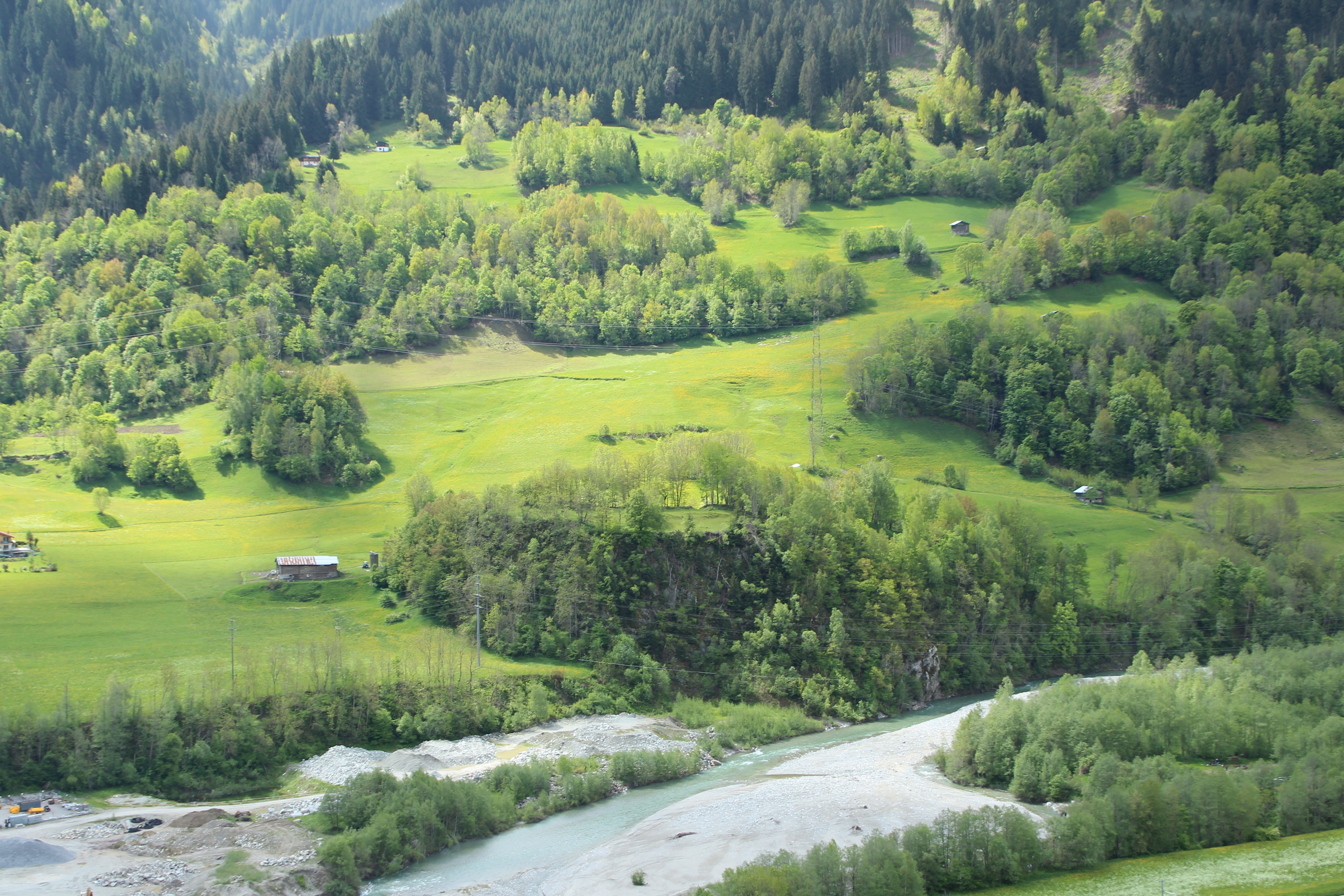
Hügel von Grepault, Trun
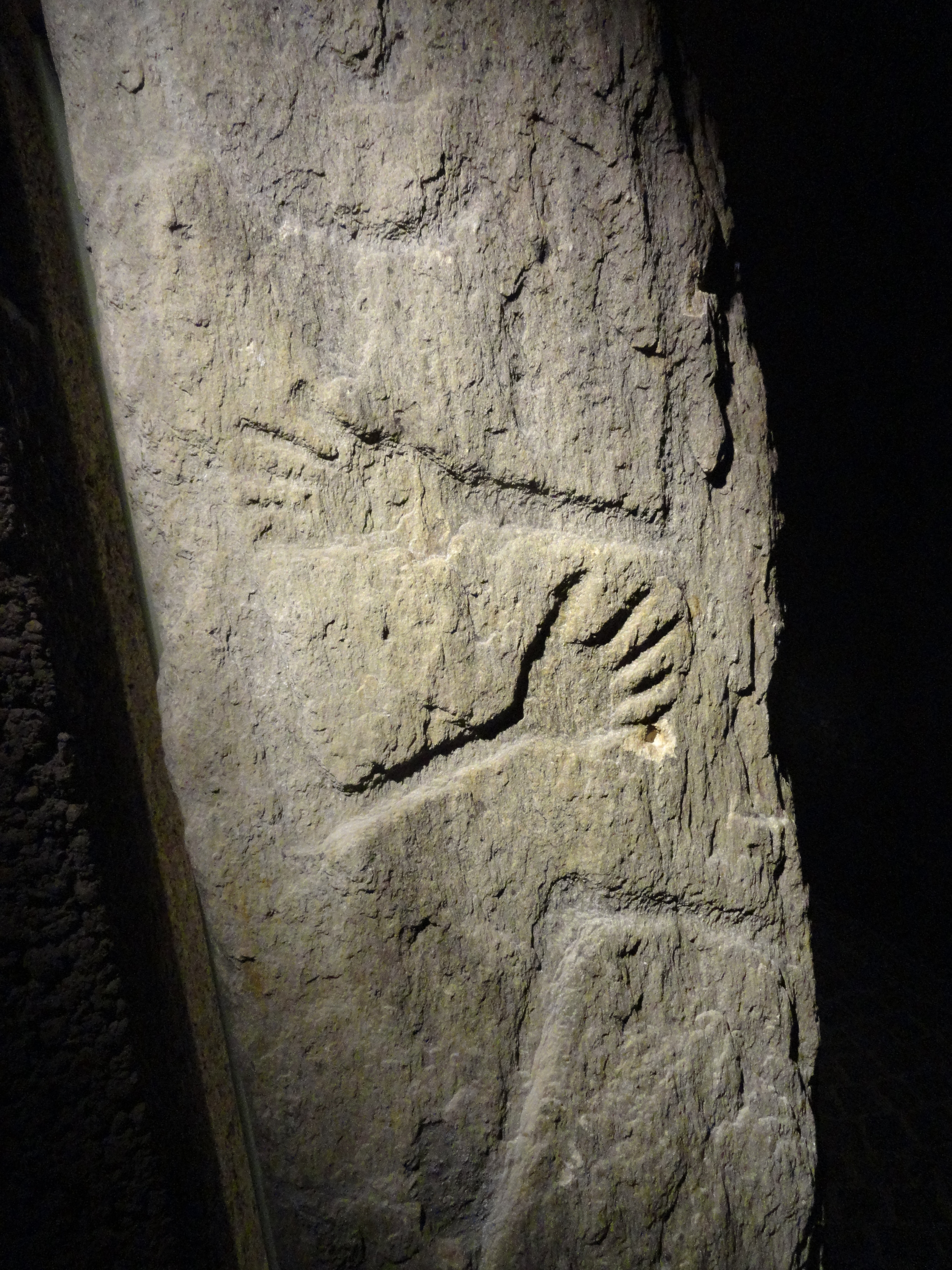
Stele von Lumbrein aus der Bronzezeit

### Eisenzeit
Um 15 v. Chr. stiessen erstmals römische Truppen nach Norden vor, um die Alpenpässe zu sichern und Stützpunkte nördlich der Alpen zu errichten.
Nach der Bronzezeit kam es in Graubünden zu einer kulturellen Dreiteilung, die während der ganzen Eisenzeit klar erkennbar ist. Zum rätischen Kulturraum mit Schwerpunkt in Südtirol und Trentino gehörten auch das Münstertal und das Unterengadin. Typische Siedlungen dieser Laugen-Melaun-Kultur sind Ramosch-Mottata, Scuol-Munt Baselgia sowie Ardez-Suotcasté. Diese Kultur wurde durch die Fritzens-Sanzeno-Kultur abgelöst, aus der ein Brandopferplatz in Scuol-Russonch gefunden wurde.
In Nord- und Mittelbünden finden sich neben rätischen Funden überwiegend Nachweise von keltischen und keltorätischen Kulturen, die von Norden her vorgedrungen waren. Urnenfelder aus jener Zeit wurden in Chur-Karlihof und Vella gefunden. Der keltische Nordeinfluss in der jüngeren Eisenzeit zeigte sich unter anderem in der aufgefundenen Keramik in Siedlungsresten in Chur-Welschdörfli, Fläsch oder Grepault bei Trun. In dieser Zeit verschwinden die rätischen Elemente fast völlig.
Die Bündner Südtäler gehörten in der Eisenzeit zur Golasecca-Kultur, die sich durch einen grossen Reichtum an Grabbeigaben auszeichnet. In den Gräbern von Mesocco-Coop, Castaneda GR und Cama GR fand sich viel Schmuck sowie Kannen, Eisenschwerter, Krüge und Becher. Der Wohlstand, auf den diese Gräber hinweisen, dürfte auf die Rolle des Tales als Durchgangsroute zwischen Norden und Süden zurückzuführen sein. Frührömische Schriftsteller nennen die Lepontier als Träger dieser Kultur. Siedlungsreste aus jener Zeit sind spärlich.

### Handel in urgeschichtlicher und römischer Zeit

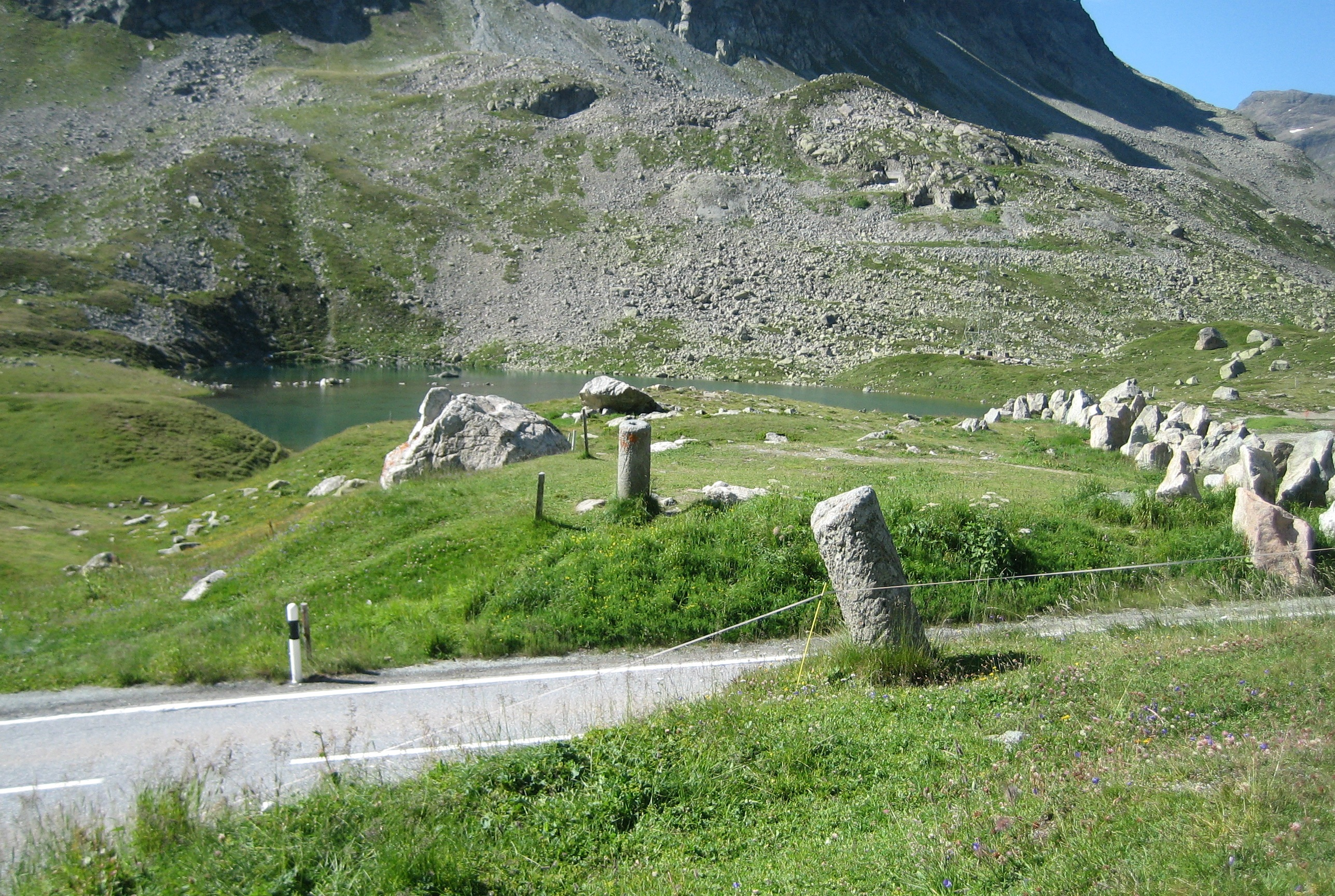
Römische Säulen auf dem Julierpass

Aus der Bronzezeit lässt sich ein intensiver Handel über die Alpenpässe nachweisen. Gehandelt wurden unter anderem Bronzegegenstände, Zinn, Bernstein und Keramikgefässe.
Aus der Eisenzeit fanden sich Schmuckstücke aus dem südalpinen Raum sowie erste Münzen. Aus Süddeutschland wurde Salz eingeführt.
Der Warenverkehr während der Römerzeit wickelte sich vor allem über den Julierpass ab. Nach Graubünden eingeführt wurde Terra Sigillata-Geschirr, Olivenöl, Wein, Südfrüchte, Austern, Stoffe und Gewürze, exportiert wurde Vieh, Getreide, Honig und Wachs, Pech, Bergkristall, Specksteingeschirr, Käse und Wollmäntel. Der Tauschhandel wurde zusehends durch Bezahlung mit Münzen ersetzt.

### Römische Zeit

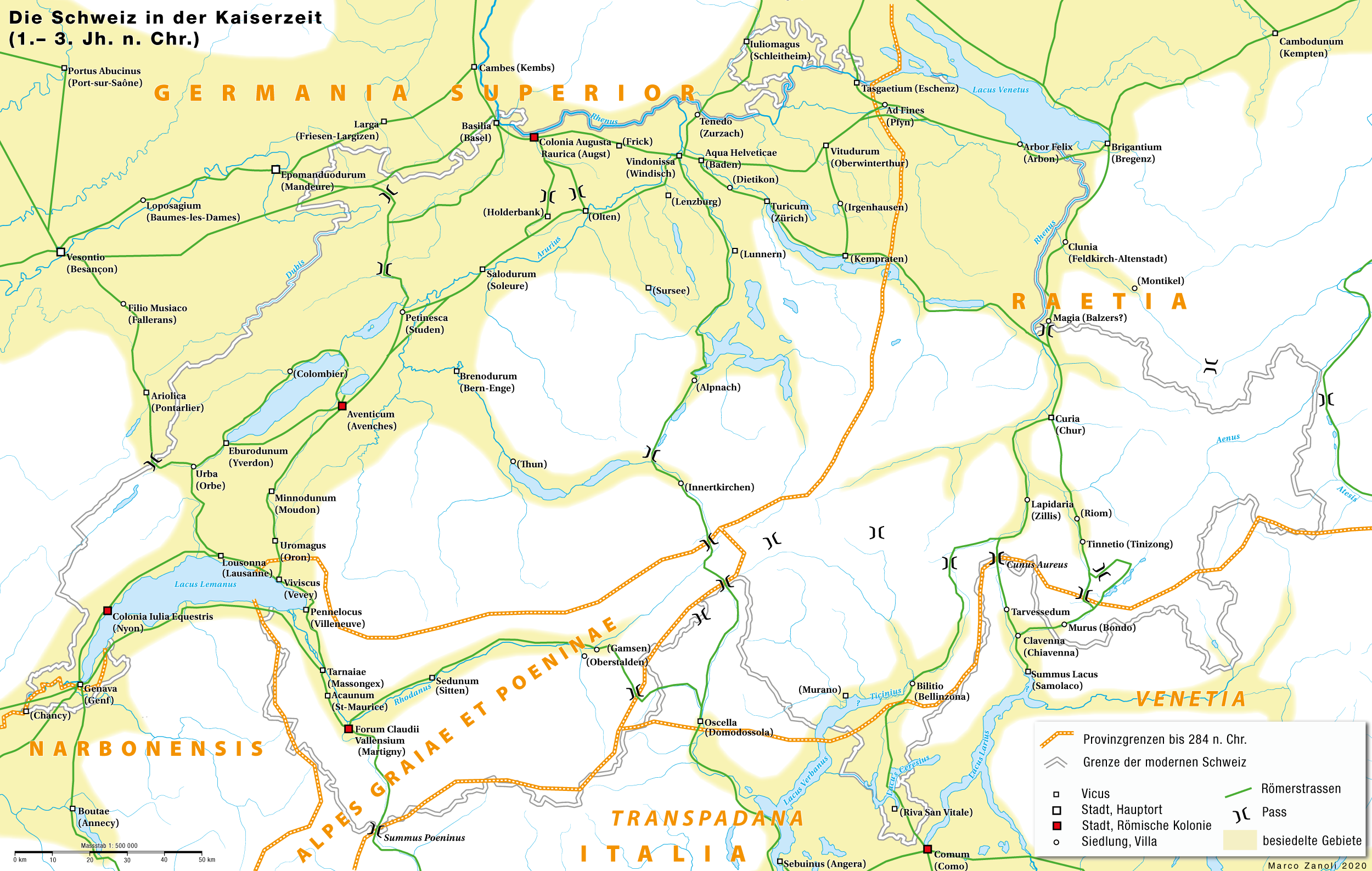
Die Schweiz in römischer Zeit

Um 16/15 stiessen römische Truppen unter Kaiser Augustus nach Norden vor. Tiberius und Drusus eroberten in einer Zangenbewegung von Gallien und dem Trentino aus innerhalb von vier Monaten den gesamten Alpenraum vom Wallis bis Bayern. Eine dritte Einheit zog von Como aus über das Bergell und den Septimerpass durch das Oberhalbstein und den Alpenrhein entlang. Aus dem Septimerpass und bei Crap Ses zeugen Funde römischer Schleuderbleie von der Überquerung. Der Pass war zur Römerzeit eine der wichtigsten europäischen Nord-Süd-Verbindungen. Zweck des Feldzuges dürfte die Sicherung der Alpenpässe und der Bau von Stützpunkten nördlich der Alpen gewesen sein. Die Provinz Raetia (ursprünglich Raetia et Vindelicia) wurde im 1. Jahrhundert unter Tiberius oder Claudius gegründet; Hauptstadt war Augusta Vindelicum – Augsburg. Sie wurde unter Konstantin um 300 in die Provinzen Raetia prima (Hauptstadt Chur) und Raetia secunda (Hauptstadt Augsburg) aufgeteilt. Im Zuge der Christianisierung wurde in Chur das älteste Bistum nördlich der Alpen errichtet. Bis ins Frühmittelalter wurde der südliche Teil von Raetia Prima nach der Hauptstadt Chur als Churrätien bezeichnet. Neben dem römischen Curia gab es im Bündner Gebiet vor allem an den Verkehrsachsen zahlreiche kleinere Siedlungen. Befestigte Plätze standen in Tiefencastel, Vicosoprano, Castiel und Schiedberg in der Surselva. Römische Heiligtümer waren dasjenige auf dem Julierpass, die Kulthöhle Zillis sowie der Brandopferplatz von St. Luzisteig bei Fläsch.

#### Kulturelle Veränderungen
Der römische Feldzug führte in den eroberten Gebieten zu grossen kulturellen Veränderungen. In Kalkmörteltechnik gebaute grosse, mit Ziegeln oder Schindeln gedeckte Steinhäuser mit Hypokaustheizungen und Wandmalereien ersetzten die bisherigen Holzbauten. Thermen, Theater und Tempelanlagen entstanden.
Im Verlauf von ein paar Jahrhunderten verdrängte das Lateinische, bzw. das von den Soldaten gesprochene Vulgärlatein die einheimische keltische und rätische Sprache. Aus dem so entstandenen «Rätolatein» entstanden die rätoromanischen oder bündnerromanischen Dialekte.

## Mittelalter

### Frühmittelalter
Während des 5. Jahrhunderts zogen sich die römischen Truppen nach und nach aus Rätien zurück. Während Raetia Secunda bereits nicht mehr unter römischer Herrschaft stand, waren Raetia Prima als Bollwerk gegen die Germanen und die Südtäler noch ganz oder überwiegend Teil des Reichs des Odoaker (476–493), das vom Reich der Ostgoten abgelöst wurde. Nach dem Tod Theoderichs 526 fiel Rätien – wie das Gebiet der ehemaligen Provinz Raetia Prima nun genannt wurde – um 536/537 zusammen mit Alemannien an das Fränkische Reich. Die Südtäler hingegen verblieben beim Ostgotenreich und kamen 568 zum Langobardenreich.
Die Herrschaft über Rätien hatten bald die Viktoriden inne, die die wichtigen (ehemals römischen) Hauptämter praeses und dux sowie die Churer Bischofswürde besetzten. Um 806/807 erfolgte durch die Einführung der karolingischen Grafschaftsverfassung ein radikaler Umbruch. Die Herrschaft der Victoriden wurde zerschlagen, die Herrschaftsrechte splitterten sich auf. Die fränkischen Reichsteilungen sahen Rätien stets beim Ostfränkischen Reich, die nicht zu Rätien gehörenden bündnerischen Südtäler hingegen beim lotharingischen Mittelreich bzw. Königreich Italien.
Dass aus dem Frühmittelalter kaum Siedlungsreste gefunden bzw. erforscht wurden, liegt daran, dass die damaligen Siedlungen unter den heutigen Dörfern liegen und zudem als Holzbauten schwer fassbar sind. Nur Kirchen, Klöster und herrschaftliche Bauten wie der Königshof Zizers wurden als Steinbauten erstellt. Die zahlreichen frühmittelalterlichen Kirchen und Gräber belegen eine beachtliche Siedlungsdichte.

### Hochmittelalter

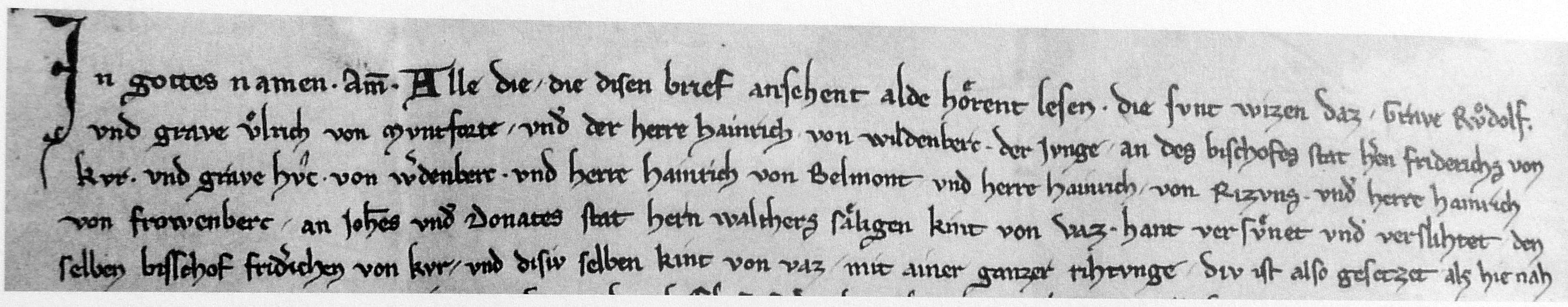
Anfang der ersten deutschsprachigen Bündner Urkunde vom 30. November 1284

Im 10. und 11. Jahrhundert war Rätien Teil des Herzogtums Schwaben. In dieser Zeit wurden die rätischen Grafenrechte auf die drei Grafschaften Unterrätien, Oberrätien (Grenze etwa bei Feldkirch) und Vinschgau (1141 zu Tirol) aufgeteilt. Zu Rätien bzw. Schwaben gehörten nun auch Chiavenna, das Bergell und Oberengadin. Unterengadin und Münstertal gehörten zum Herzogtum Baiern.
Im Laufe des Hochmittelalters konzentrierten sich landeshoheitliche Rechte in einzelnen Territorien. Wichtigster Territorialherr war der Bischof von Chur (Stadt und Umland Chur, Bergell, Puschlav, Oberengadin, Unterengadin, Val Müstair). An die Stelle auswärtiger Adelsgeschlechter traten im 12. Jahrhundert lokale Adlige. Neben den kleineren Territorien verschiedener Grafen und Herren ist das Herrschaftsgebiet des Klosters Disentis im Vorderrheintal zu nennen. Chiavenna und Misox gelangten an die Familie Visconti aus dem Herzogtum Mailand.

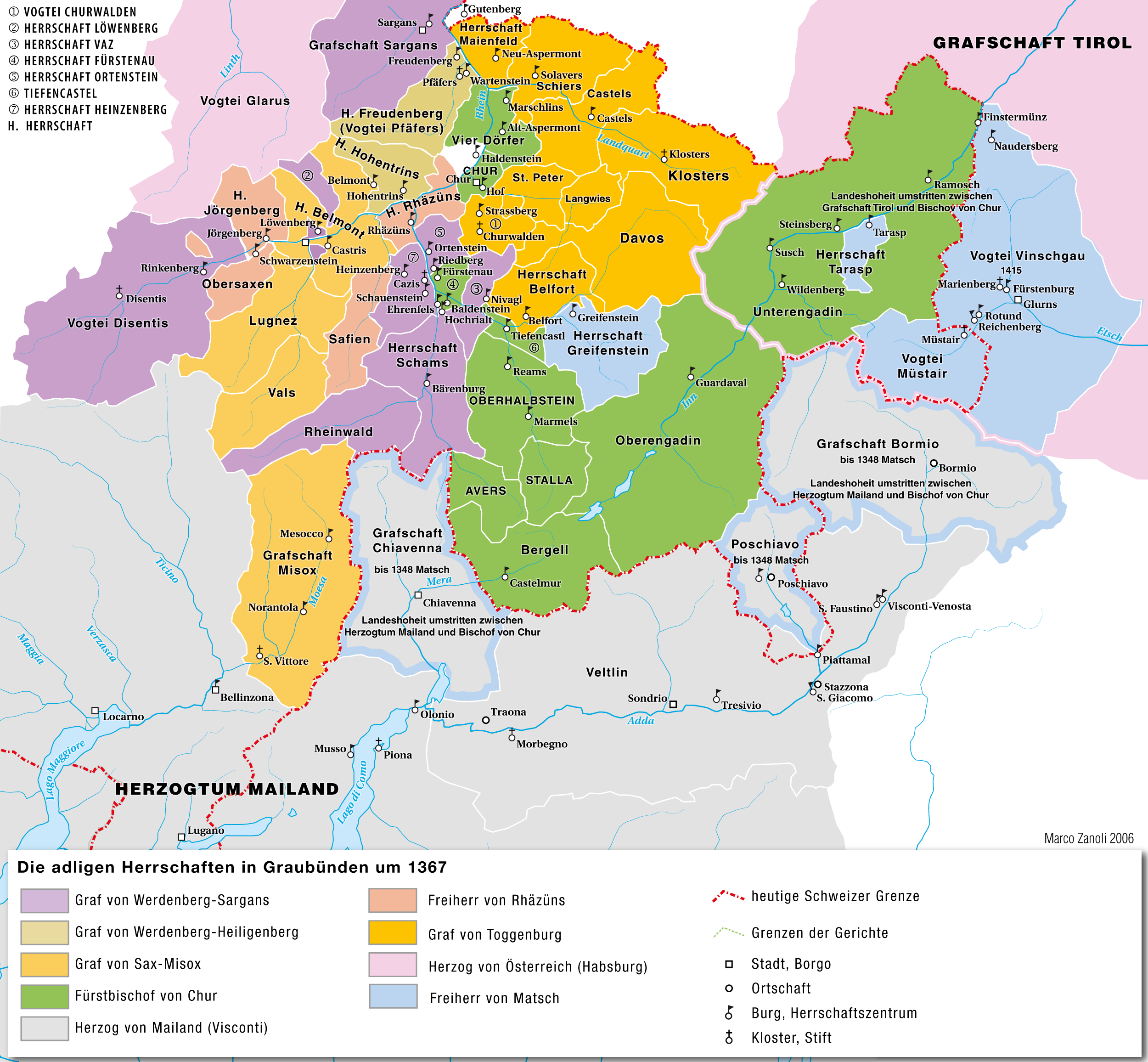
Adlige Herrschaften in Graubünden um 1367
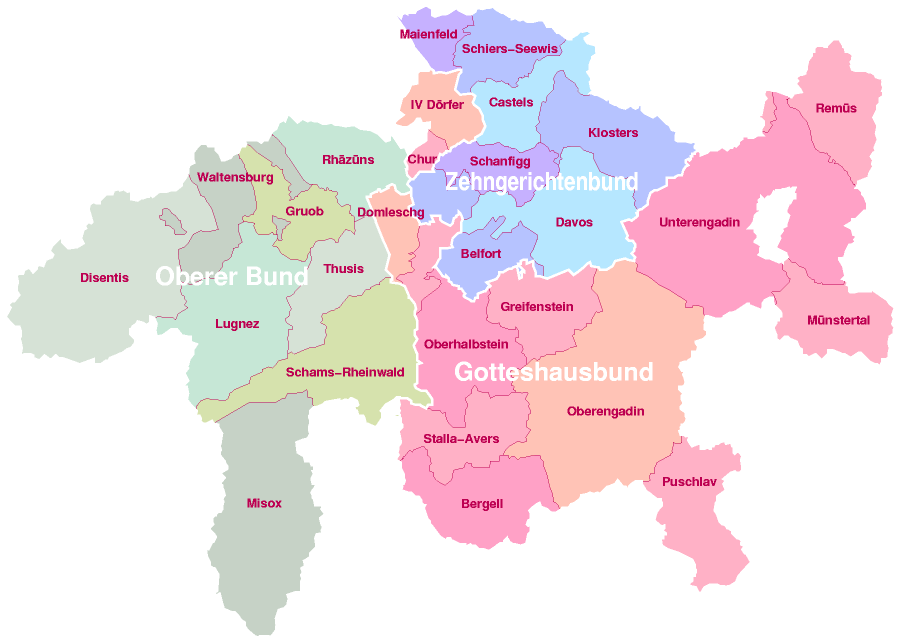
Einteilung der Drei Bünde in Hochgerichte

Im 13. Jahrhundert kam es von Westen her über das Wallis zur Einwanderung von Walsern, die sich in den höchstgelegenen Tälern und Talstufen niederliessen. Die Germanisierung der Region Chur hingegen geschah ungefähr gleichzeitig von Norden her, verlief jedoch langsamer. Deshalb gehören die deutschen Mundarten Graubündens bis heute zwei verschiedenen Mundartgruppen an.

### Spätmittelalter
Das Spätmittelalter war geprägt durch die zügige Übernahme der adligen Territorien durch neue Führungsschichten sowie das eigenständige Vorgehen der Gerichtsgemeinden und ihre Einigung in den frühstaatlichen Bünden Gotteshausbund (1367, Landstände der bischöflichen Herrschaft), Oberer oder Grauer Bund (1395, Herrschaft des Klosters Disentis als Ausgangspunkt) und Zehngerichtebund (1436). Diese Bünde entwickelten sich ab 1450 zu einem eigenständigen staatlichen Gebilde (Freistaat der Drei Bünde) und gaben sich 1524 eine gemeinsame Verfassung (Bundsbrief). Souveräne Glieder waren die Gerichtsgemeinden; deren heutige Nachfolger sind teils die Kreise, teils die Gemeinden. Die Bünde wurden durch verschiedene Verträge (seit 1497) gleichberechtigter Partner der schweizerischen Eidgenossenschaft (formell als Zugewandter Ort). Das Verhältnis zu Reich/Kaiser/Habsburg wurde 1500, 1502 und 1518 durch verschiedene Vereinbarungen geregelt (1518 Vertrag mit Kaiser Maximilian I. – dieses Vertragswerk behielt bis 1798 seine Gültigkeit).
Mit über 500 dokumentierten Prozessen gehört Graubünden zu den am stärksten von der Hexenverfolgung betroffenen Gebieten Europas.

## Neuzeit

### Frühe Neuzeit
Während der Reformationszeit entschied aufgrund ihrer Souveränität jede Gerichtsgemeinde selbst über ihre Konfession. Etwas über die Hälfte der Gemeinden (darunter die Stadt Chur) traten in der Folge zum neuen Glauben über. Im Rahmen der reformatorischen Bibelübersetzung kam es erstmals zu einer verschrifteten rätoromanischen Literatur.
Im Dreissigjährigen Krieg geriet Graubünden in den Bündner Wirren in den Strudel europäischer Politik; die Parteinahme für Österreich bzw. Frankreich drohte das Land zu zerreissen. Als «Retter Graubündens» zu jener Zeit gilt der Pfarrer und Militärführer Jörg Jenatsch. 1648 erlangten die Bünde Unabhängigkeit vom Heiligen Römischen Reich, ferner gelangte Rhäzüns an den Freistaat.
Seit 1512 hatten die Bünde über die südlich anschliessenden Untertanengebiete Chiavenna, Veltlin und Bormio verfügt, die 1797 zur Cisalpinischen Republik kamen (1802 Italienische Republik, 1805 Königreich Italien, 1815 habsburgisches Lombardo-Venezianisches Königreich, 1859 mit Lombardei zu Italien). Napoleon verlangte die Gleichberechtigung der ehemaligen Untertanen mit den Bündnern, was diese jedoch nicht zugestehen wollten.

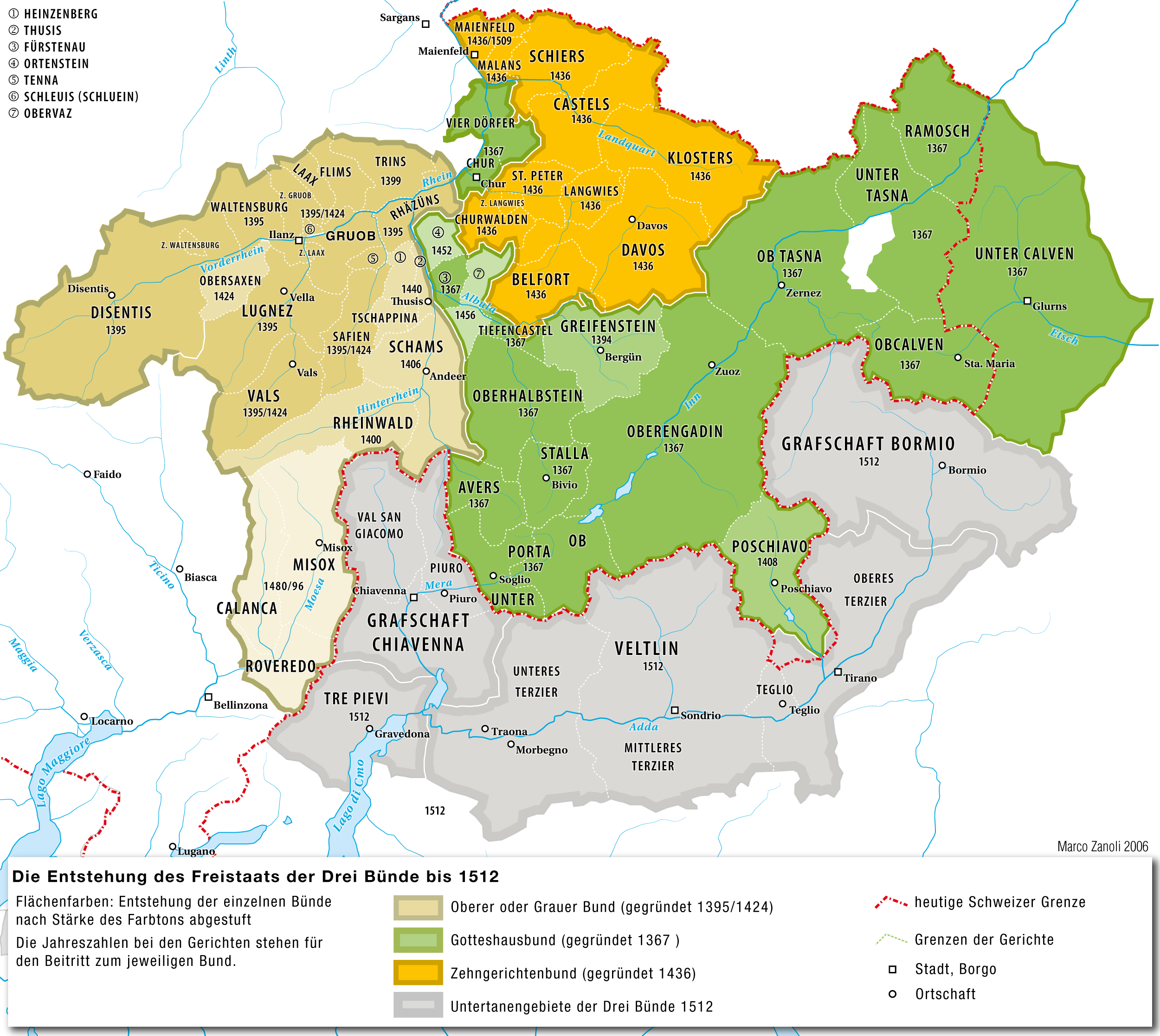
Die Entstehung der Drei Bünde bis 1512
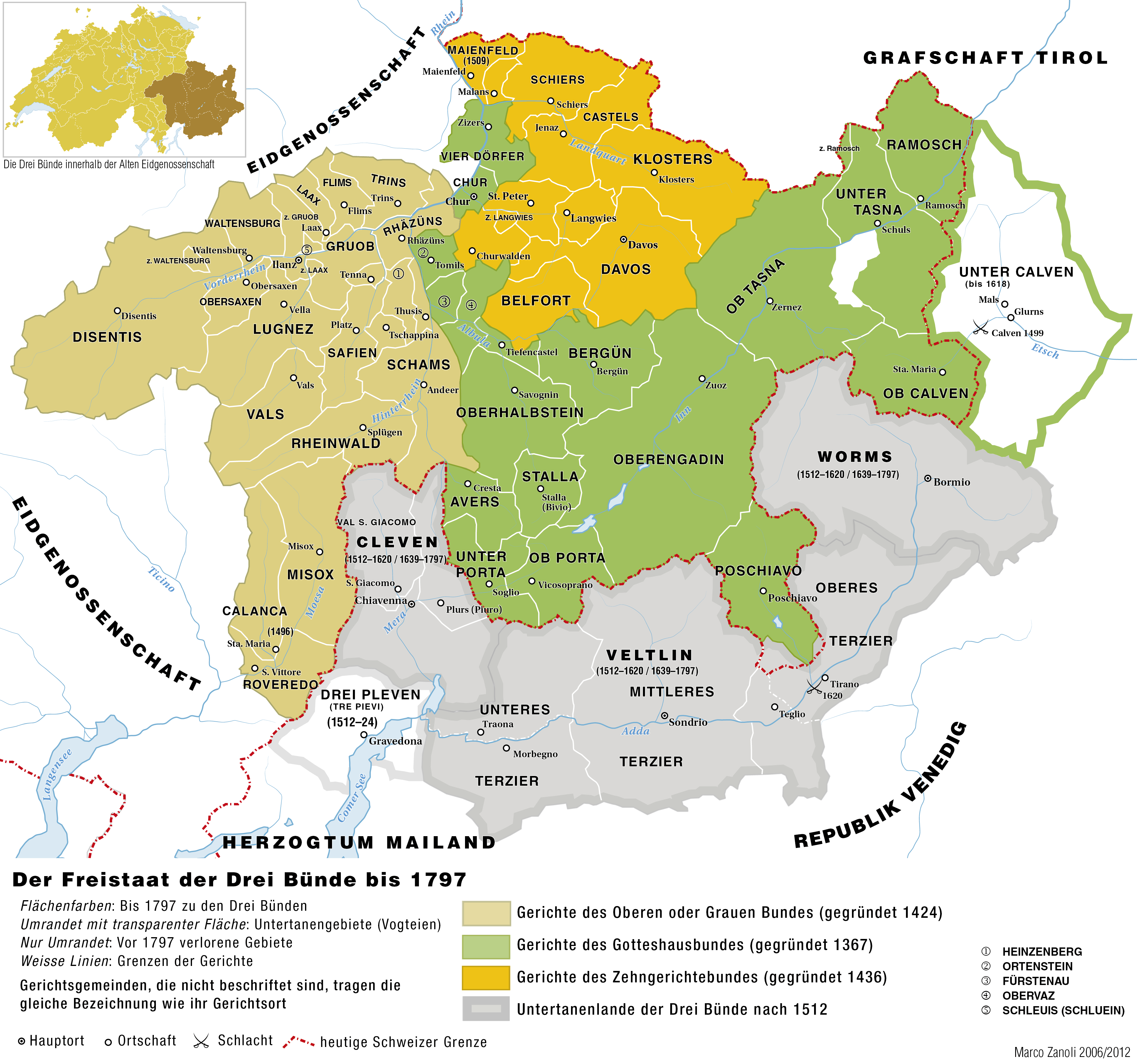
Der Freistaat der Drei Bünde bis 1797

1799/1800 kam das Gebiet der Drei Bünde als Kanton Rätien zur Helvetischen Republik, 1803 als Kanton Graubünden zur Schweiz. Tarasp, das bisher in österreichischen Händen gewesen war, wurde Teil von Graubünden.

### 19. Jahrhundert
Die Verfassung des Kantons Graubünden von 1814 trat erst 1820 in Kraft und wurde total 1853 revidiert. Mit ihr wurde der Bündner Bundesstaat in den modernen Kanton umgewandelt und die Souveränität von den Gerichtsgemeinden auf das Volk übertragen, wobei die bis heute ausgeprägte Gemeindeautonomie auf die früheren freistaatlichen Verhältnisse verweist.

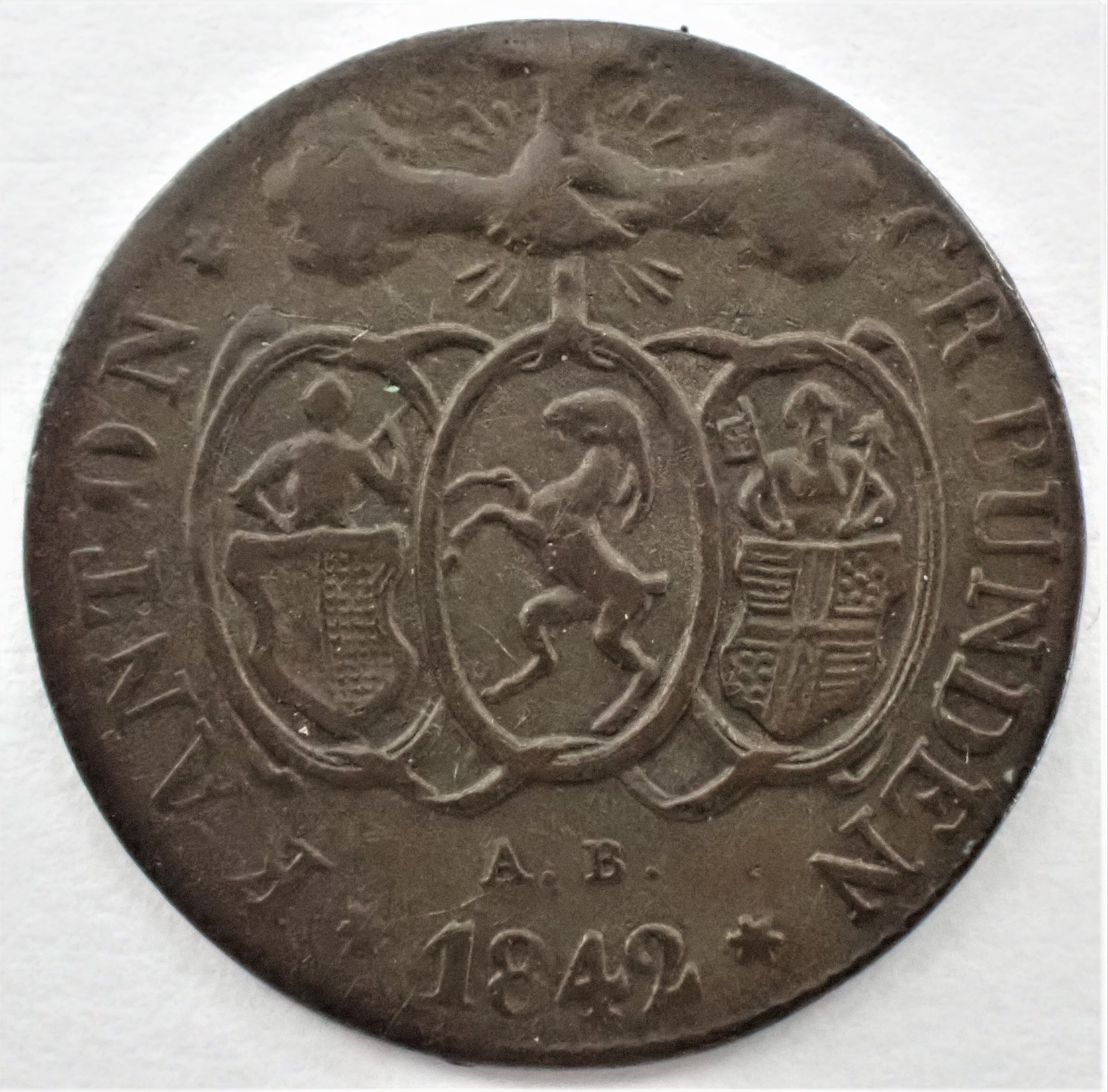
Graubündener 1/6 Bazen von 1842, Wappenseite

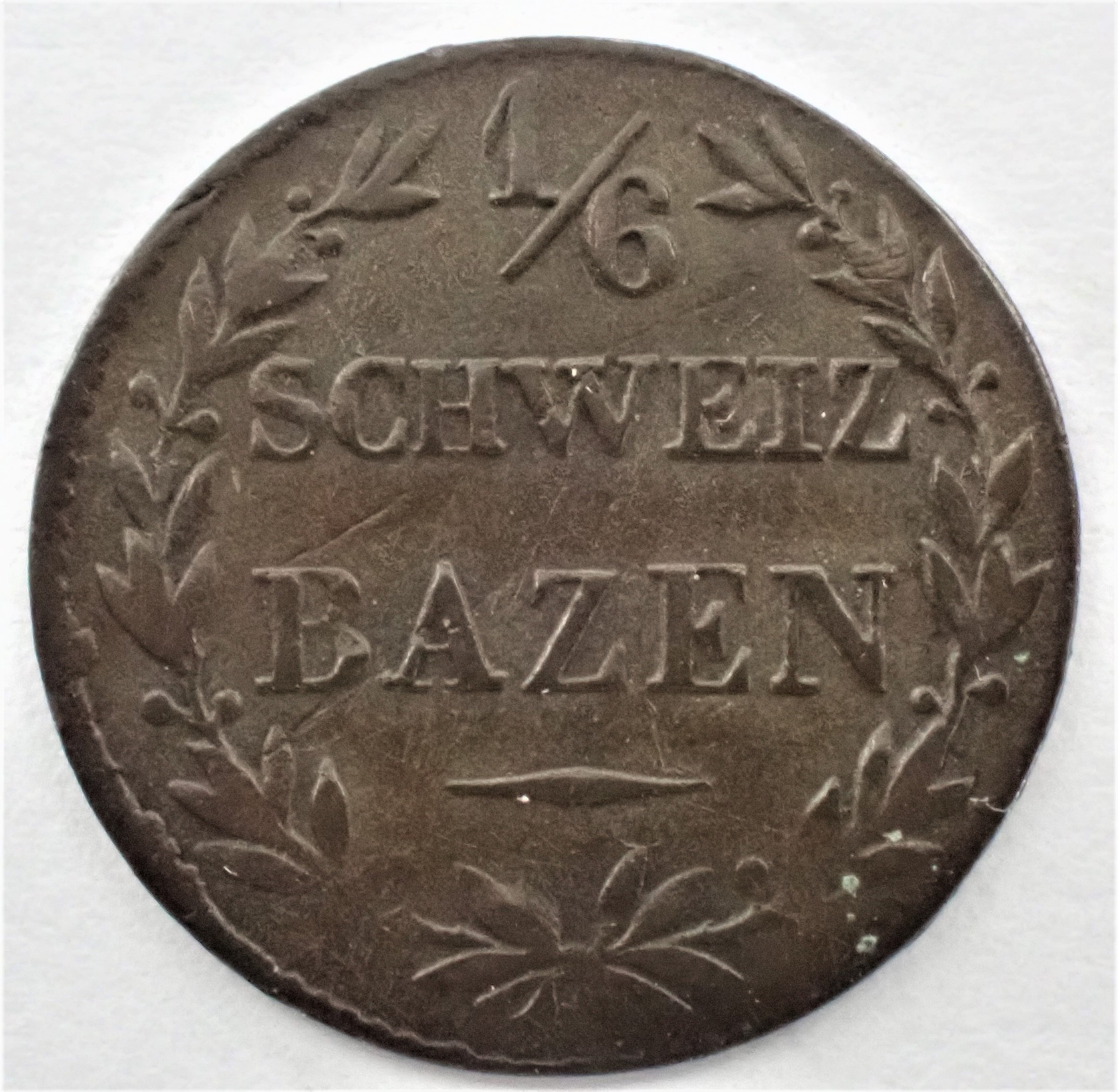
Graubündener 1/6 Bazen von 1842, Wertseite

In die zweite Hälfte des 19. Jahrhunderts fällt die Ablösung traditioneller Führungsschichten durch neue Bildungseliten und der beginnende Wandel zur Dienstleistungsgesellschaft. 1880 und 1892 erhielt der Kanton neue Verfassungen.

### 20. und 21. Jahrhundert

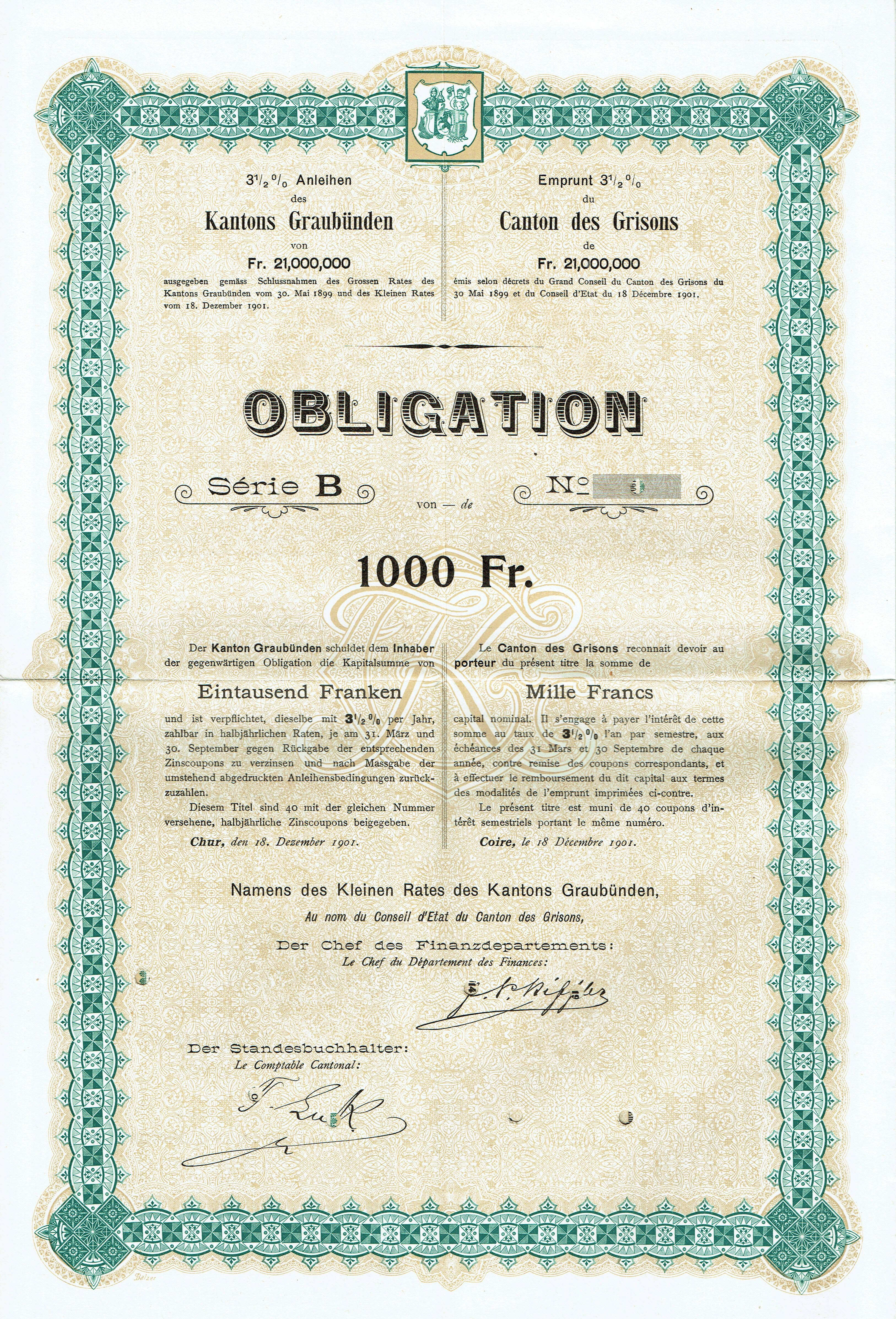
Anleihe über 1000 Franken des Kantons Graubünden vom 18. Dezember 1901

In der ersten Hälfte des 20. Jahrhunderts gab es in Graubünden grosse Widerstände gegen die Einführung des Automobils. Am 17. August 1900 verbot die Kantonsregierung das Fahren mit Automobilen auf sämtlichen Strassen des Kantons Graubünden. Das Verbot wurde erst 25 Jahre später in einer Volksabstimmung am 21. Juni 1925 aufgehoben.  Seit 1950 werden weite Teile des Landes vom Massentourismus geprägt.
Die neueste Verfassung stammt aus 2003. Der Versuch, die mit Gemeinden, Kreisen und Bezirken teilweise als überdifferenziert empfundene Struktur des Kantons zu vereinfachen sowie für den Grossen Rat das Verhältniswahlrecht (Proporzverfahren) statt des Mehrheitswahlrechts (Majorzverfahren) einzuführen, schlug dabei allerdings fehl. Privatpersonen und kleine Parteien reichten im Jahre 2017 eine Beschwerde beim Bundesgericht ein und verlangten, das Majorzwahlsystem in den 39 Wahlkreisen für die Bestellung des 120-köpfigen Bündner Grossen Rates müsse auf dessen Verfassungsmässigkeit hin geprüft werden. Das Bundesgericht kam zum Schluss, dass das Majorz-Wahlsystem im Graubünden zum Teil dem Gleichheitsgebot der Bundesverfassung widerspricht. Am 13. Juni 2021 stimmte die Mehrheit des Bündner Stimmvolks deshalb für die Einführung des Proporzwahlsystems ab, sodass ab 2022 das Kantonsparlament erstmals per doppeltproportionalem Zuteilungsverfahren gewählt wurde.